# Эгенбург, Анисим Вульфович
Анисим Вульфович Эгенбург — советский хозяйственный деятель.

## Биография
Родился в 1915 году в Копаткевичах. Член КПСС.
С 1934 года — на хозяйственной, общественной и политической работе. В 1934—1992 гг. — инженерный и руководящий работник на строительстве железных дорог в управлении № 101 Народного комиссариата железных дорог, участник Великой Отечественной войны и строительства «До-
роги жизни», руководящий работник на строительстве гидротехнических сооружений Карповского гидроузла Волго-Донского судоходного канала им. В. И. Ленина, а также Белоусовского и Вытегорского гидроузлов Волго-Балтийского водного пути, руководитель строительства водосливной плотины и судоходных сооружений Волжской ГЭС им. В. И. Ленина и промышленных объектов в городах Жигулевске и Тольятти, начальник Управления строительства «Камгэсэнергострой», заместитель начальника «Главзаводспецстроя»/«Союзатомэнергопромстроя» Минэнерго СССР, главный специалист Московского представительства УС «Камгэсэнергострой».
Умер в Москве в 1996 году.